# Garmsar
Garmsar (persisch گرمسار, DMG Garmsār) ist eine iranische Stadt in der Provinz Semnan. 
Garmsar liegt im Norden Irans, etwa 82 Kilometer südöstlich der Hauptstadt Teheran. Sie liegt am Rande der Dascht-e Kawir, der größten Wüste Irans. Die meisten Einwohner pendeln zur Arbeit in die Hauptstadt.

## Verkehr
Garmsar ist der Verzweigungsbahnhof für die Bahnstrecke Garmsar–Maschhad, der direkten Eisenbahnverbindung von Teheran nach Maschhad, die hier von der Transiranischen Eisenbahn abzweigt.

## Söhne und Töchter der Stadt
- Jalil Zandi (1951–2001), Brigadegeneral der Iranischen Luftwaffe
- Mahtab Gholizadeh (* 1988), Journalistin